# Fedor Weinschenck
Fedor Wilhelm Weinschenck (ur. 4 stycznia 1916 w Bielsku, zm. 9 września 1989 w São Paulo) – polski narciarz alpejski pochodzenia niemieckiego.
Syn Fedora Johanna Adama Weinschencka (1872–1954) i Hilde Auguste z d. Josephy (1884–1947). W latach 30. XX wieku jeden z najlepszych polskich alpejczyków. Trzykrotny mistrz Polski w zjeździe (1934–1935) oraz kombinacji alpejskiej (1935). Wicemistrz Polski w kombinacji (1934) i slalomie (1935). Podczas Zimowych Igrzysk Olimpijskich 1936 w Garmisch-Partenkirchen, brał udział w kombinacji alpejskiej, w których zajął 32. miejsce.
W czasie II wojny światowej, w 1940, poślubił w Bielsku Szwedkę Sigrid Margaretę Lager. Wcielony do Wehrmachtu walczył na froncie wschodnim. 22 czerwca 1942 „uznany za zaginionego”. W rzeczywistości wojnę przeżył, wyjechał z rodziną do Brazylii, był doradcą gospodarczym w São Paulo, gdzie zmarł w 1989.